# Mare de Déu d'Er
La Mare de Déu d'Er és una imatge i el santuari que l'acull, situat en el poble d'Er a l'Alta Cerdanya, de la Catalunya del Nord.
El santuari està situat al costat de l'església parroquial de Sant Genís d'Er, en el veïnat de les Esglésies del poble d'Er. És al costat del cementiri del poble, al carrer de les Dues Esglésies.

## La imatge
La marededeu és una imatge romànica bruna, de fusta originalment policroma, datada en el segle xiii. De gran veneració a la comarca, és objecte de romiatges. Segons la tradició, la imatge hauria estat miraculosament trobada dins d'un arbre, enmig de la neu, en el lloc on s'alçaria posteriorment l'església. La llegenda es conta en detall al llibre Le folk-lore de France de Paul Sébillot (Paris: E.Guilmoto, 1907, vol. 4 p. 123):
| « | La Vierge qu'un taureau avait miraculeusement fait retrouver et qui avait été placée dans l'église de Sorède, s'enfuyat la nuit pour montrer sa volonté de voir s'élever une chapelle sur la montagne. Un matin du mois de juillet on constata la présence d'une épaisse couche de neige à un certain endroit tandis que tout autour le sol était a nu; on pensa que c'était le lieu désigné par la Vierge pour le nouvel édifice... | » |

Els antics Goigs de l'església concreten que va ser trobada prop del riu d'Er, i que amb la senyal d'una nevada la Mare de Déu va corregir el lloc on li volien construir l'església.
Segons la tradició l'any 1632, i durant una epidèmia de pesta, un home i un infant asseguraren que havien vist la Verge acompanyada de quatre àngels amb ciris sortir de l'església i anar cap al poble; alhora, un altre nen hauria vist la Mare de Déu beneir el poble de Sallagosa, i l'epidèmia s'hauria estroncat sobtadament. Hamon, en el seu llibre de 1863 explica la troballa de la marededeu, n'indica el dia, el 25 de març i relata a la pàgina 139 de Notre-Dame de France ou histoire du Culte de la Sainte Vierge en France -basant-se en les declaracions del mossèn de l'església- la gran devoció de la Mare de Déu d'Er a la contrada:
| « | On la réclame dans toutes les calamités publiques, et jamais en vain. Sur la prière qu'on lui adresse, on a vu les incendies cesser, les orages s'éloigner, la grêle, qui menace souvent ces contrées, se dissiper à l'instant. En 1726, une maladie contagieuse ravageait tout le bétail; les habitants d'Err font vœu de fêter à perpétuité le 2 juillet, si la peste cesse; elle cesse en effet, et, depuis cette époque, l'on fête la Visitation, comme le dimanche. Dans les grandes sécheresses, Err et les paroisses voisines font une neuvaine de prières; si après neuf jours on n'est pas exaucé, on continue trois jours encore: le matin du quatrième jour, on se rend, en procession de deuil, à Notre-Dame d'Err; el il est inouï qu'on n'ait pas eu la pluie, ce jour-là même au plus tard. C'est Ià un fait qui est arrivé spécialement en 1847, en juin 1808 et en avril 1862. | » |

## L'edifici

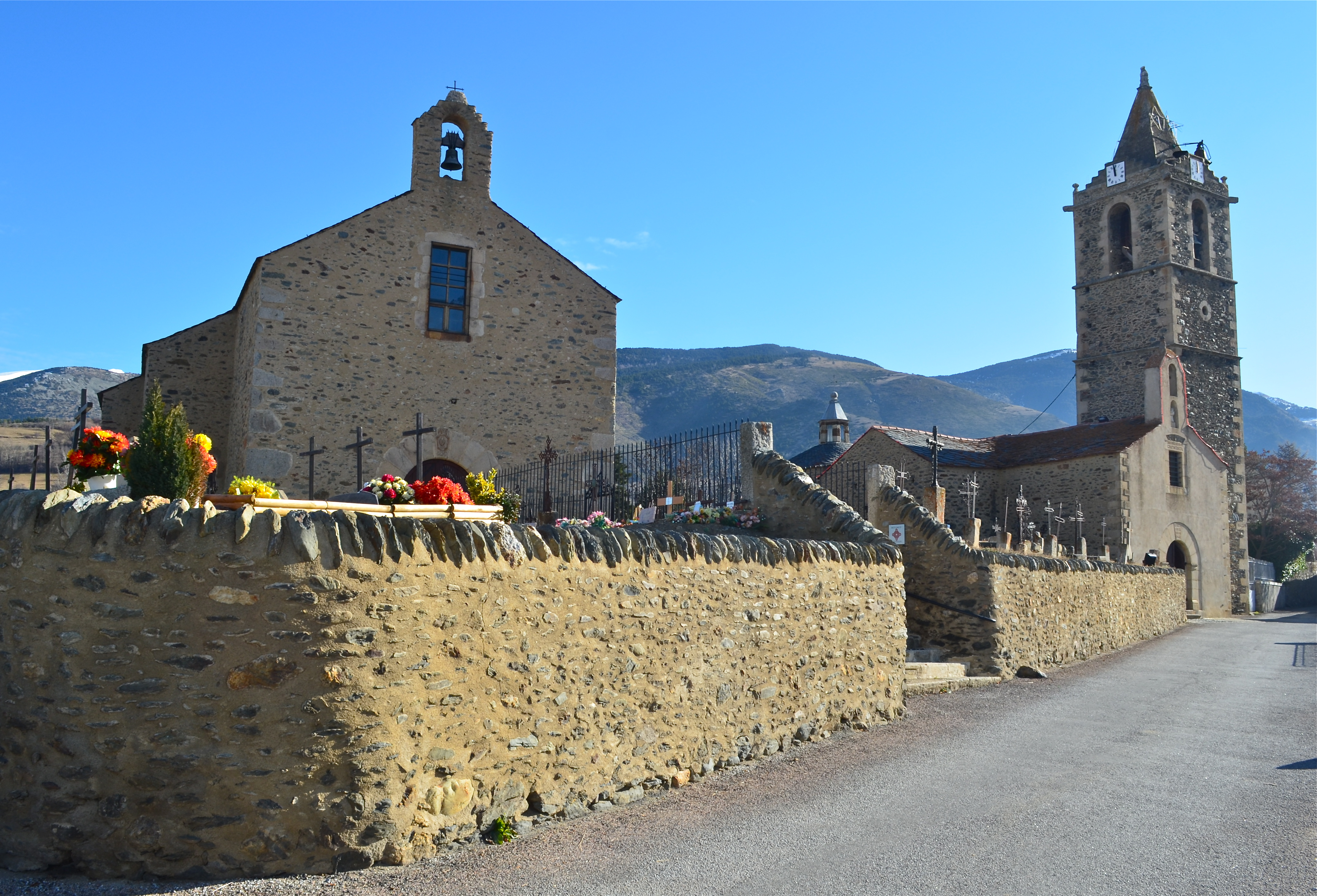
L'església de Sant Genís (a l'esquerra) i el santuari de la Mare de Déu d'Er (a la dreta) amb el cementiri enmig

El santuari, del segle x, però refet en estil barroc al segle xviii, està situat al barri d'Er de Dalt, sobre una elevació al peu de la roca de Carbanet, al carrer de les Dues Esglésies. L'església de la Mare de Déu d'Er havia estat antigament la parròquia del municipi, paper que passà a fer la propera (separada només pel cementiri vell) església de Sant Genís. En un cas insòlit en les comarques nord-catalanes, una làpida en la paret esquerra de l'església en relata la consagració feta pel bisbe d'Urgell Radulf el 930:
| «                | Dominice incarnacionis anno DCCCCXXX indicione III veni ens vir reverentissimus dominus radulfus sancte virgili tanensis ecclesie presul in villa ezerre per interventum hac se in (di) gno hictore presbitero ibique consecravit ecclesias sancte mariae semper virginis et omnium sanctorum sancti petri apostoli et omnium apostlorum vel sancti michaelis archangeli ipso anno... obit radulfus p. oddone II kalendas madh... | » |
| — Original llatí | |   |

| «                     | L'any 930 de l'Encarnació del Senyor, indicció quarta, vingué el molt reverend senyor Radulf, bisbe de la Santa Església d'Urgell, a la vil d'Er, per intervenció i signatura d'Hictor, prevere, i consagrà les esglésies de Santa Maria, sempre Verge, i de tots els sants, i [la] de Sant Pere Apòstol, i de tots els apòstols, i [la] de Sant Miquel Arcàngel. El mateix any morí Radulf. Fet per Odó el quart dia de les calendes de maig. | » |
| — Traducció al català | |   |

La imatge està protegida per una reixa del segle xvi, que sobrevisqué l'atac dels revolucionaris, que el 1790 cremaren els antics retaules. Els nous són d'estil neoclàssic. A partir del 1726 el temple va ser el punt de sortida d'un culte que cada dos de juliol treu la marededeu en processó.

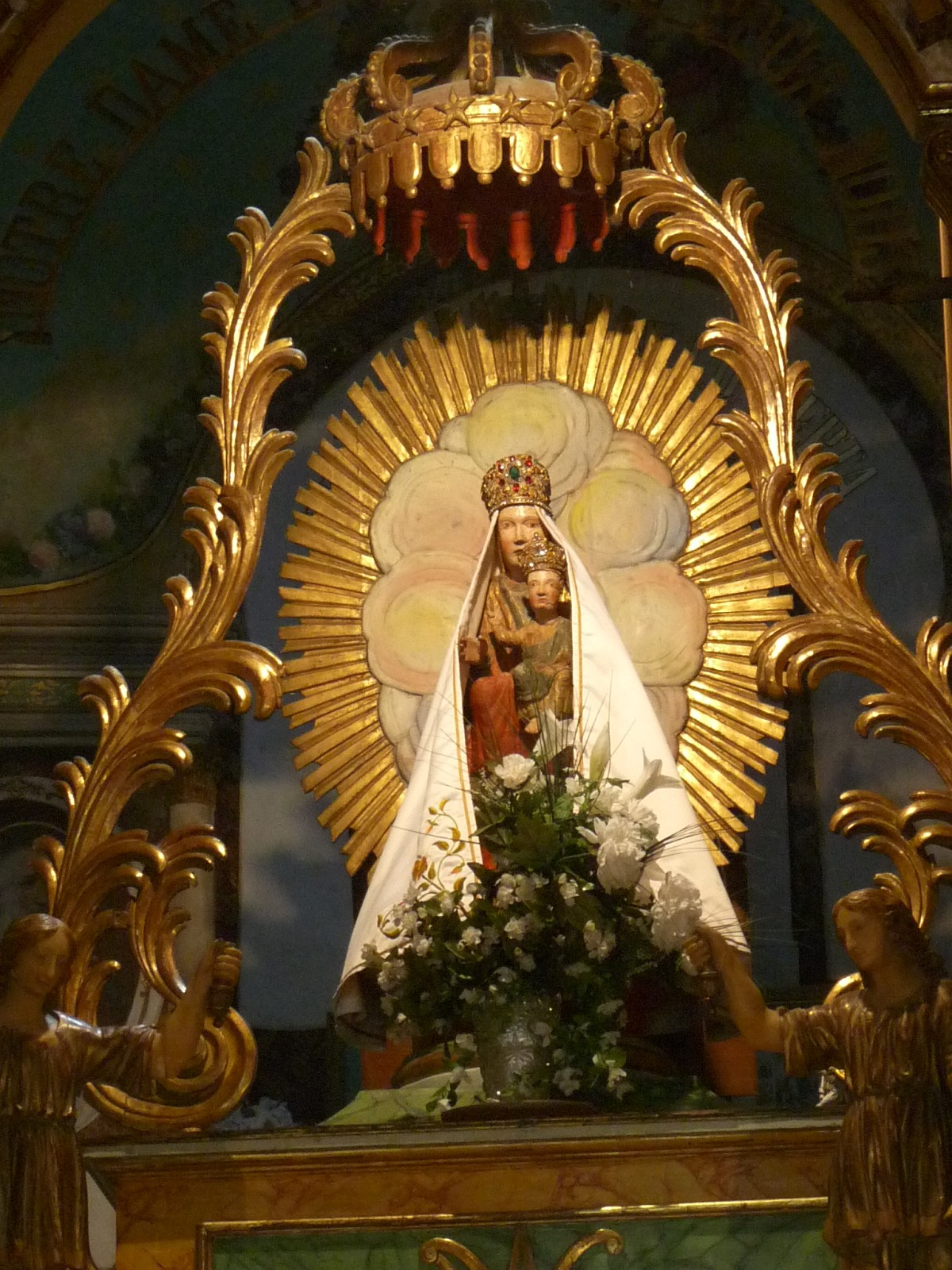
Maredéu
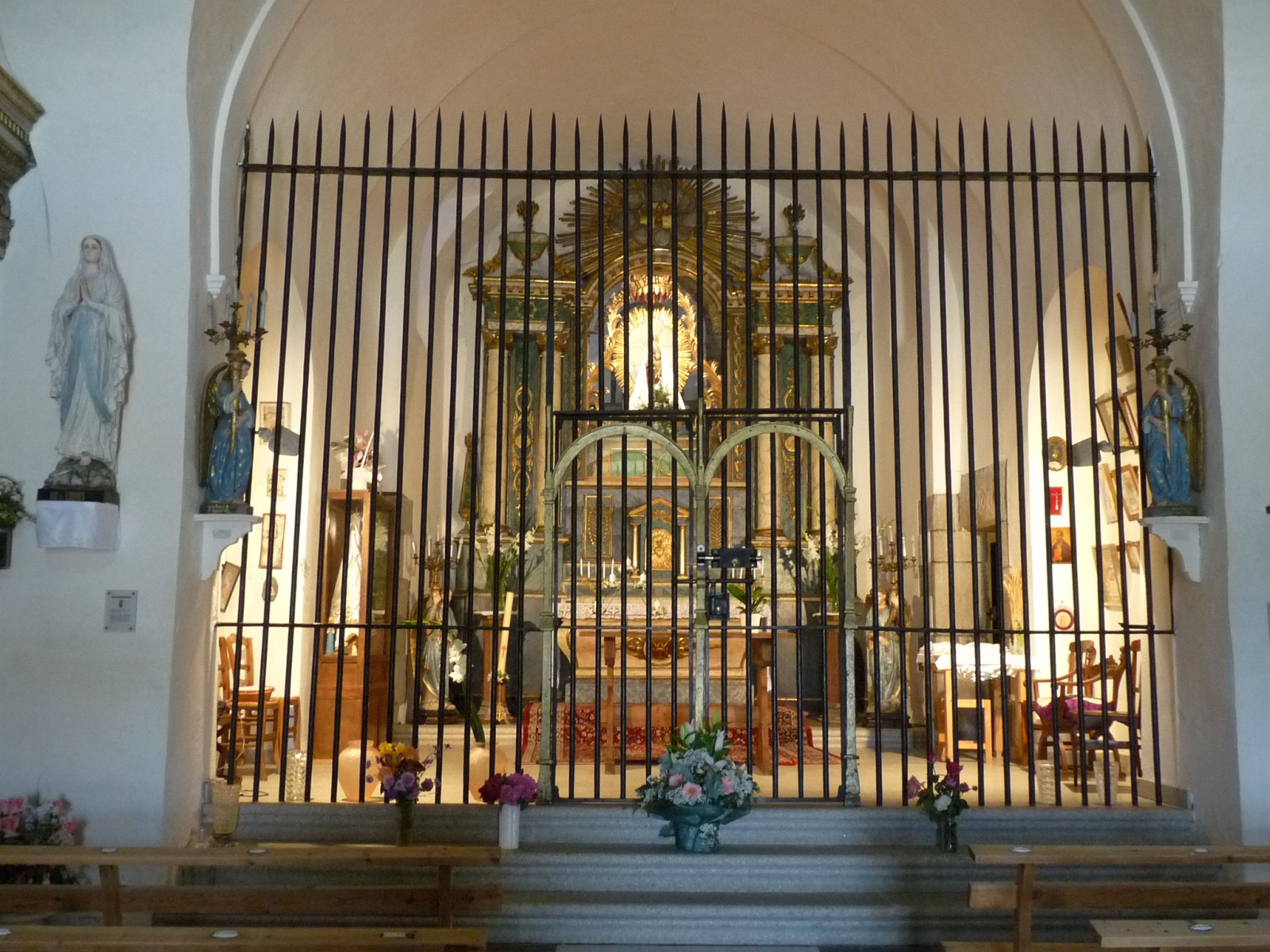
Vista interior
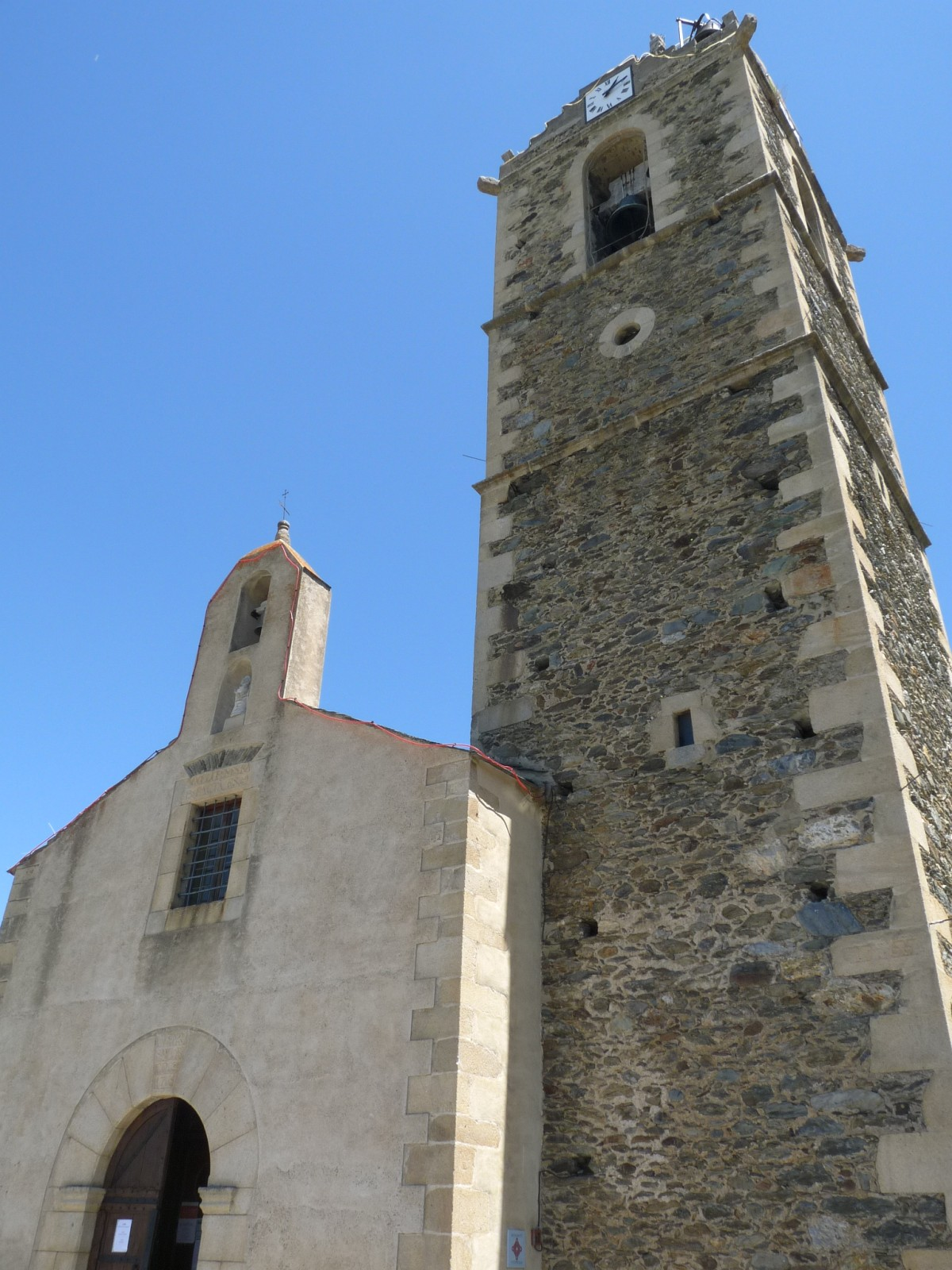
Campanar